# Casa do Butantã
A Casa do Butantã, ou Casa do Bandeirante, é uma construção em estilo bandeirista remanescente do período colonial brasileiro localizada no Butantã, distrito da cidade de São Paulo. Representando um dos modelos típicos de moradia rurais paulistas, foi construída por volta da primeira metade do século XVIII em extensa área periférica ao núcleo urbano primitivo. Esta casa retrata um inabitual exemplar de edificação que acompanha as mudanças da Cidade de São Paulo desde os primeiros séculos da colonização portuguesa,[carece de fontes?] demonstrando em seu partido arquitetônico e em suas paredes a memória dos processos construtivos da arquitetura colonial paulista, em particular da taipa de pilão, técnica utilizada na arquitetura colonial bandeirista. Possui 350m² divididos entre 12 cômodos e alpendres frontal e posterior. Atualmente o sítio no qual a casa está implantada constitui a Praça Monteiro Lobato. Tal espaço foi reservado para a preservação do imóvel quando do loteamento do bairro por parte da Cia. City. Durante a década de 1950, por conta das comemorações do 4º Centenário da cidade de São Paulo, a casa foi objeto de um projeto de restauro de autoria de Luís Saia. A casa foi tombado pelo CONDEPHAAT (Conselho de Defesa do Patrimônio Histórico, Arqueológico, Artístico e Turístico), em 1982.

## História

### Contexto Histórico
Celebrado em 1494, o Tratado de Tordesilhas denominou um meridiano a 370 léguas do arquipélago de Cabo Verde,[carece de fontes?] oferecendo as terras a leste dessa linha a Portugal, e a oeste, à Espanha. As inexatidões quanto à exposição exata dessa linha resultaram em desentendimentos entre portugueses e espanhóis. Enquanto os portugueses afirmavam que a linha de Tordesilhas passava por Buenos Aires, os espanhóis diziam que passava por Cananéia. Para garantir a ocupação da porção portuguesa das terras americanas entre 1543 e 1536, o rei de Portugal Dom João III dividiu o Brasil em capitanias hereditárias. Elas não amplificaram igualmente, forçando uma redistribuição das terras. A partir de 1580, ano da unificação das coroas ibéricas[carece de fontes?] sob Felipe II de Espanha, os paulistas se voltaram em direção ao Paraguai e às minas de Potosí. No final do século XVI, a capitania de São Vicente tornou-se o principal ponto de avanço em relação ao sertão.
Desde 1530, a compreensão que os portugueses tinham de seu território era determinada pelas fronteiras naturais, representadas pelos grandes rios. Sendo um povo de navegantes, e dada a grande quantidade de rios em território brasileiro, a penetração do interior do continente foi administrados pelos cursos das águas fluviais. As bacias fluviais determinavam também as zonas ocupadas pelas populações indígenas.[carece de fontes?] Apesar de não terem fronteiras definidas, essas populações, por meio de guerras, defendiam seus territórios de modo fervoroso. Com a chegada dos colonizadores, essas inimizades foram transferidas para as alianças feitas com os portugueses e com os espanhóis.
A complexa rede fluvial formada pelos rios Grande, Pinheiros, Tamanduateí e Tietê fazia do planalto de Piratininga uma ligação de avanço ideal em direção às bacias dos rios Paraguai, Paraná e Uruguai. Ao mesmo tempo, permitia uma circulação rápida e eficiente entre os diversos pontos do planalto. As vias de comunicação entre o litoral de São Vicente e o planalto de Piratininga usavam os antigos caminhos indígenas. Essa complexa rede de caminhos, combinando o curso dos rios e os caminhos terrestres, entrava sertão adentro, em direção ao Paraguai e aos limites entre os domínios de Portugal e de Espanha.
As casas bandeiristas se arranjavam sobre o território de forma a garantir as passagens terrestre e os cursos fluviais. Ao mesmo tempo que defendiam o planalto de Piratininga, eram bases do apoio para os avanços sobre o sertão. Do lado espanhol, a política de fronteiras valia-se das missões jesuíticas para defender as passagens terrestres e os cursos fluviais. Essas missões se reuniam no território de forma a barrar os avanços paulistas em direção ao Paraguai.
Nas primeiras décadas do século XVII, as missões jesuíticas agrupavam-se em três grandes regiões: Itatim (atual Mato Grosso do Sul), Guairá (ao sul do rio Paranapanema, atual Paraná) e Tape (região central do Rio Grande do Sul) Partindo de São Paulo, as bandeiras paulistas destruíram as missões do Tape, do Guairá e do Itatim. Esses ataques aconteceram entre 1616 e 1648.[carece de fontes?] Foram destruídas mais de 30 aldeias missioneiras e trazidos para São Paulo com herança de guerra, como indígenas capturados e ornamentos religiosos, entre as quais se destacam talhas e imagens.
Uma vez afastada a ameaça dos jesuítas e garantida a defesa do território, os paulistas realizaram uma série de expedições exploradoras, aspirando descobrir metais e pedras preciosas no interior do Brasil. Fizeram também expedições de reconhecimento ao longo das bacias do Paraguai e do Amazonas ao Planalto Central do Brasil.Em 1640, após a restabelecimento da independência portuguesa,[carece de fontes?] os paulistas participaram das lutas que expulsaram os holandeses do nordeste. O resultado das expedições exploradoras foi a descoberta das Minas Gerais, de Goiás e de Cuiabá. As casas bandeiristas, bases dessas expedições, passaram a ser sedes de grandes fazendas que abasteciam as regiões mineiras.
Do lado espanhol,[carece de fontes?] as missões jesuíticas  estabeleceram-se à oeste dos rios Uruguai, Paraná e Paraguai, fixando-se entre colônias.  Realizava-se o projeto português de definir as fronteiras americanas a partir da realidade dos grandes rios, desconsiderando a linha imaginária ideal proposta em Tordesilhas. O Tietê continuou funcionando como rota de penetração para o interior, ligando São Paulo ao Mato Grosso, por meio das monções.
Adaptadas à função de sedes de fazendas, as casas bandeiristas continuaram a ser usadas até a introdução do café na agricultura, quando se adotou um novo estilo de arquitetura. Com tudo isso, prevaleceram os rios como fronteiras naturais.

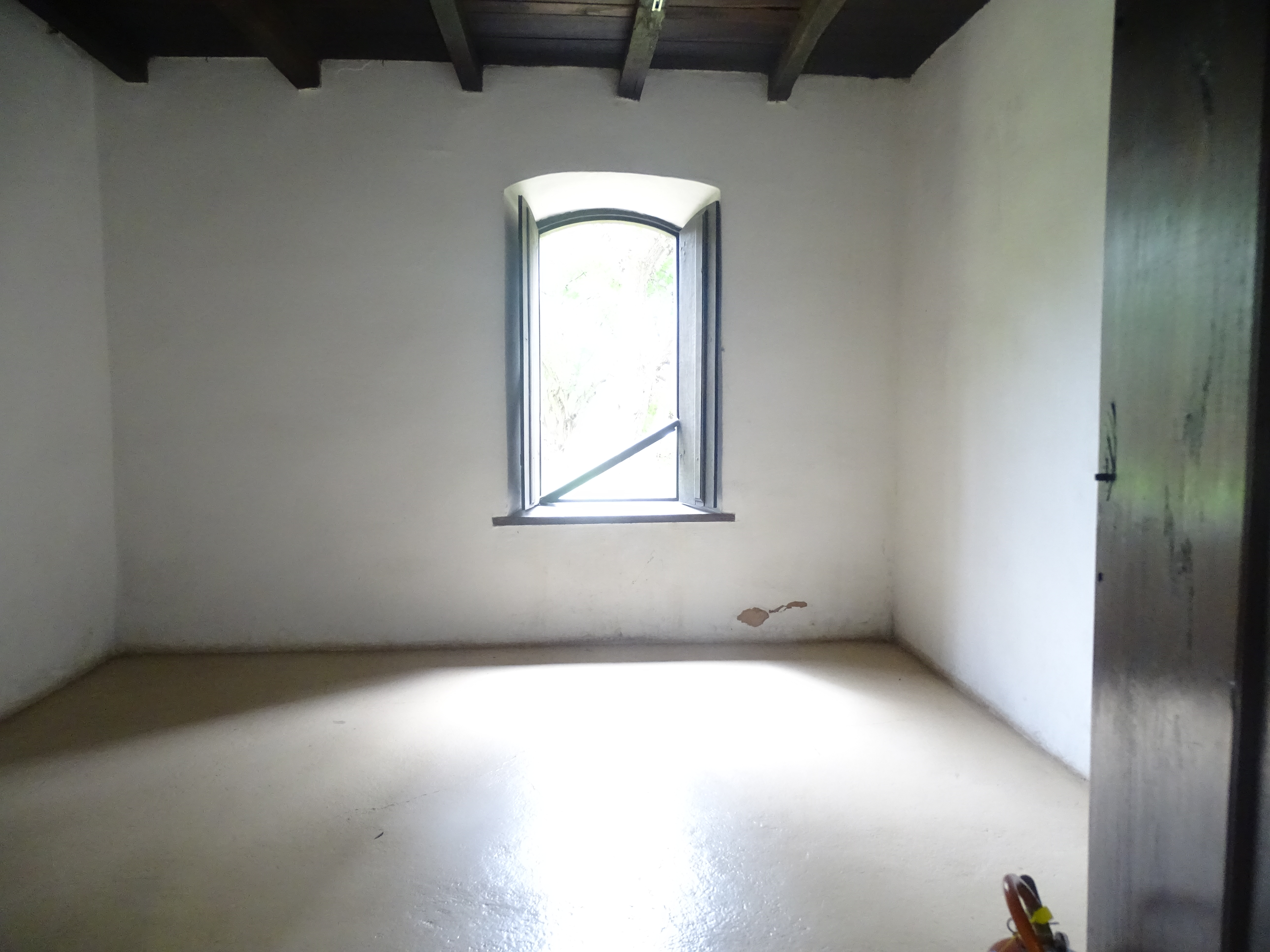
Um dos quartos da casa do bandeirante

### Casas Bandeirantes em São Paulo
São Paulo nasceu com o nome de do Piratininga.  Na tentativa de se livrarem das ordens da coroa e encontrarem um clima semelhante ao europeu, jesuítas e portugueses que não tinham fortuna abandonaram o litoral, atravessaram a muralha da serra do mar e fundaram a cidade. Durante um bom tempo, a população foi composta por gente muito pobre e por índios que viviam perto das vilas. A saída para tanta pobreza era procurar ouro no sertão a dentro e escravizar índios que pertenciam à tribos consideradas inimigas. Assim nasceram as Bandeiras, e também os bandeirantes, nome dado aos colonos portugueses que participavam dessas expedições.
A Casa do bandeirante é uma das memórias desse tempo de formação da cidade. Ela se localizava originalmente em terras conhecidas como Uvatantan, que em tupi guarani significa “terra duríssima”. Hoje, são conhecidas como bairro do Butantã. Elas pertenciam ao português Alfonso Sardinha e sua esposa, que deixaram as terras de herança aos jesuítas. Depois, a casa passou por diversos proprietários, nenhum deles bandeirantes. Mesmo assim, a casa é chamada de Bandeirantes, pois, em 1954, às vésperas de comemorações de 400 anos da cidade, decidiram dar esse nome ao lugar como parte das festividades. A ideia era reproduzir um autêntico sitio bandeirante em pleno século 20. Localizada próxima as margens do Rio Pinheiros, é um remanescente das construções paulistanas do período colonial, conhecidas pela arquitetura marcante da época, com paredes feitas de taipa de pilão e pé-direito alto. Ainda está localizada próxima ao rio, retificado no século XX. Originalmente a casa estava posicionada a sua margem, isto porque as águas eram a principal via de transporte, e morar na beira do rio era algo prático.

### Bandeirantes
Os bandeirantes eram homens do período colonial, séculos XVI e XVII, que se desbravavam pelo sertão  em busca de pedras preciosas, ouro, captura de índios e escravos. 
Suas expedições se dividam em duas: a Bandeiras, que era organizada por particulares, e a Entradas, organizadas pelo governo. Seguiam seus cursos pelos rios da cidade, como o Rio Tietê e Pinheiros. Os bandeirantes mais conhecidos foram Manuel Borba Gato, Fernão Dias Pais Leme e Bartolomeu Bueno da Silva. Vindos principalmente das vilas de São Paulo e São Vicente. Foram os primeiros homens europeus que desbravaram o Brasil.[carece de fontes?]

### Proprietários
Com a expulsão dos jesuítas em 1759 e apreensão do bens, a casa foi levada a leilão e, possivelmente, nessa ocasião, passou à mãos de terceiros, tornando-se finalmente propriedade da família Vieira de Medeiros. Mais tarde, vendem o local à companhia City de Terrenos e Melhoramento. A Companhia City, percebendo o valor histórico daquela moradia então conhecida por “Casa Velha do Butantã”, doou-a à Prefeitura de São Paulo, assim como toda a quadra que ela pertence.

## Arquitetura

### Características
A “Casa do Bandeirante” é considerada um dos exemplos mais fiéis do padrão de vida dos bandeiristas e fazendeiros paulistas desse período. Esta casa retangular de 17,70 x 20,20 m é composta por doze cômodos, cada um com seu próprio uso determinado. Há dois alpendres: um na frente, outro nos fundos. O da frente possui uma mureta de um metro de altura. No alpendre, a porta central dá para a sala que liga os quartos principais. Outra ao centro liga com a sala de jantar, localizada perto de dois quartos, sendo um possivelmente usado para os trabalhos domésticos, abrigando tear de tecidos, tear de redes, dobadoura, roda de fiar, etc. A do meio se comunica com o alpendre de serviço, que dá acesso ao quarto onde se guardavam os arreios, canastras e que também servia de oficina para reparos. Do outro lado estava o quarto onde se guardavam os mantimentos e a água para o consumo diário. Uma das portas dão acesso à capela, onde eram celebradas as missas e novenas. Os quartos de dormir eram todos forrados com tábuas largas, de canela preta. Essas tábuas foram retiradas por pessoas que moravam perto quando a casa foi desocupada. As janelas dos quartos de dormir eram bloqueadas com grades de madeira, o que tornavam aqueles cômodos excelentes “prisões” para as crianças da casa, quando essas praticavam travessuras.
Os fogões ultimamente não eram usados nas residências rurais paulistas do século XVII e grande parte do século XVIII. Na “Casa do Bandeirante”, também  não foram encontrados vestígios dele. Deduz-se que o habito dos indígenas de cozinhar ao ar livre, sobre pedras, havia sido adotado pelos paulistas. Na casa, provavelmente cozinhavam na varanda do lado de trás da casa, que dava acesso ao jardim traseiro, até pela quantidade de fumaça que saía. Já o telhado da casa é largo e inclinado nas pontas, para assim facilitar a queda da água  e galhos na chuva. Com telhas de canal, seu material torna a casa vulnerável a frentes frias e ventos, por possuir uma entrada fácil. Por fim, o piso é feito de terra batida, técnica de construção muito usada na época.

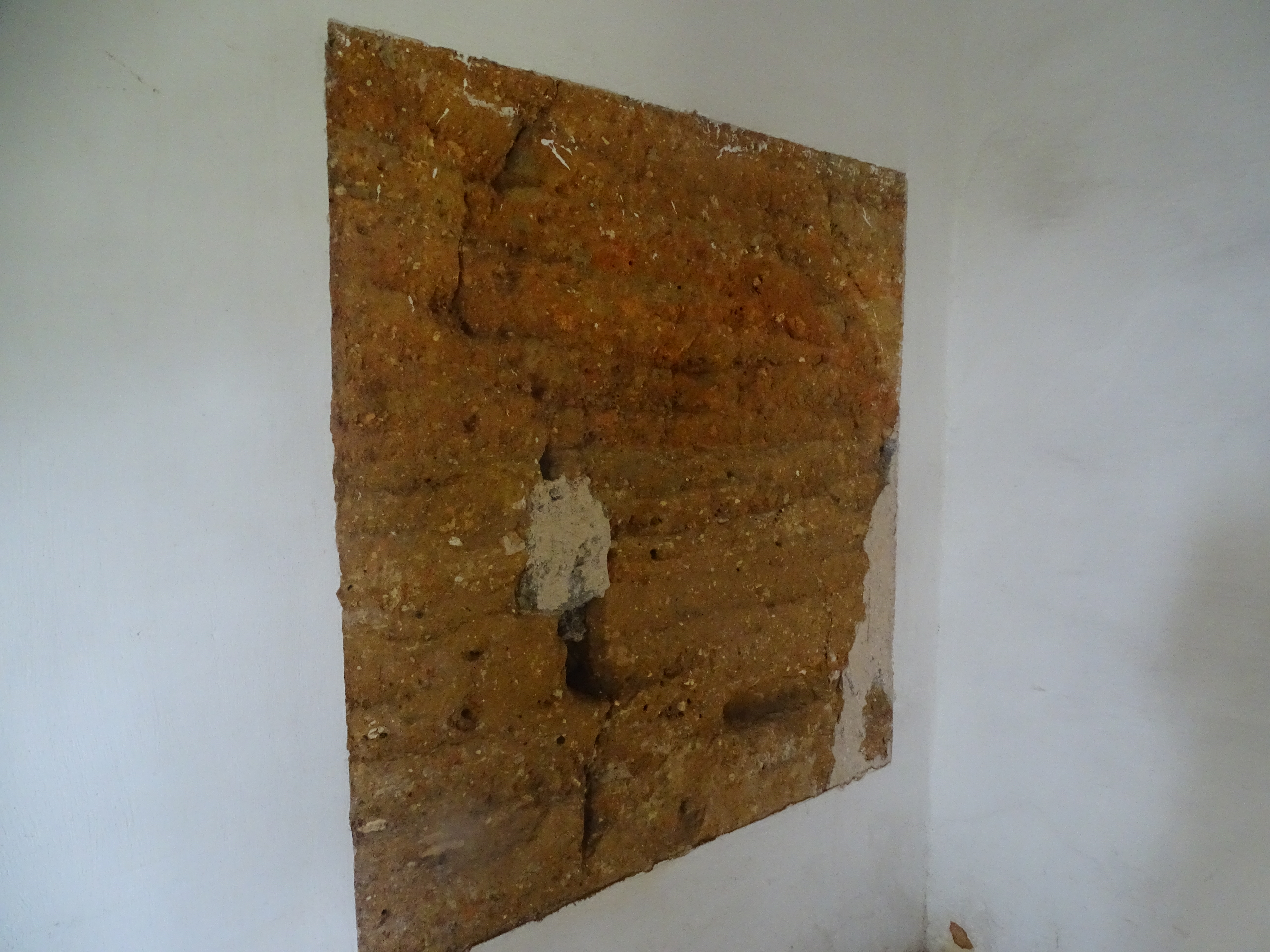
Parede de taipa de pilão

### Parede de Taipa de Pilão
Casas bandeiristas são famosas pela parede feita de taipa de pilão, técnica de construção de paredes utilizando barro socado. Durante mais de dois séculos, esse foi o tipo de construção que existiu na cidade de São Paulo. A taipa de pilão era mais resistente do que se imaginava, e seria muito importante nas construções de cidades. A altura dessas paredes chega a 5,50 m de altura e 50 cm de espessura. A estrutura geral da casa é bastante peculiar: constituída por dois anéis retangulares de paredes, sendo o o primeiro mais central, os limites das duas salas de distribuição. O outro anel constitui os limites externos da casa, interrompendo-se nas duas varandas, com altura média de 3,80 m. As outras paredes serviram apenas como ligação e contraventamento dos anéis.

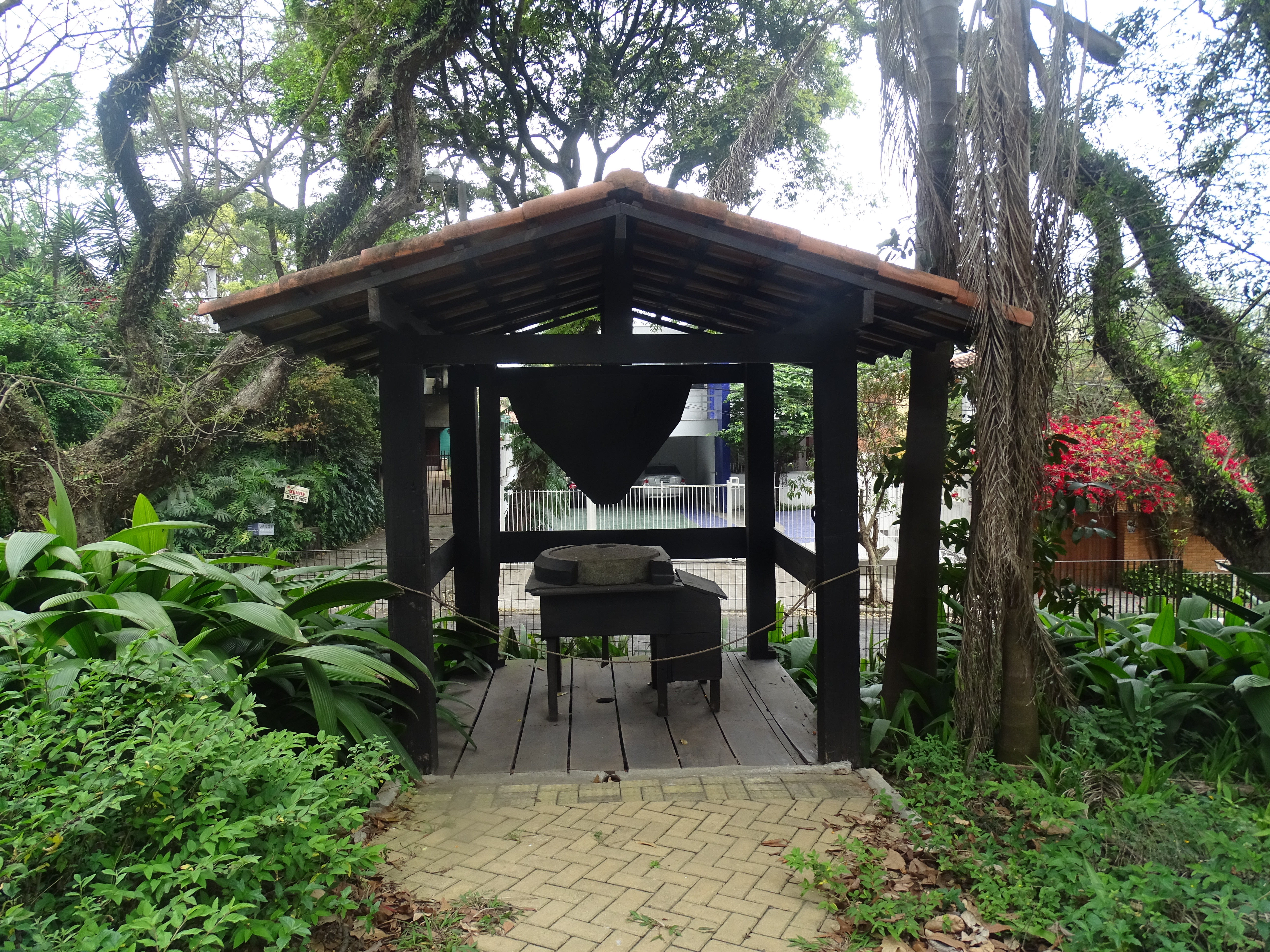
Instrumento para moer milho

### Lado externo
Do lado de fora, havia em toda a volta da casa um muro de taipa, cercando todo o terreno próximo, menos o lado do rio. Nesse muro, um portão largo de madeira dava acesso aos visitantes. Esses muros antigos foram erguidos para defender a casa dos índios que ficavam na redondeza. Há também dois jardins junto a casa: um maior, com arvores de grande porte, que possuía paineiras na frente voltada para o Rio Pinheiro (antigo leito)  com acesso  por uma porteira; e um menor que ficava à esquerda de quem entrava, sendo de uso privativo dos moradores, com cultivo de flores, trepadeira e begônias. Também havia um canteiro de plantas medicinais. Perto da saída para o leito do rio Pinheiros, está situado até hoje um moedor de milho usado desde os tempos da construção da casa.

## Estado Atual

### Tombamento e Importância Cultural
As casas bandeiristas serviam apenas como moradias, porém ganharam outros sentidos na medida em que foram sendo incorporadas ao patrimônio publico municipal. A Casa do Bandeirante foi restaurada de modo a se tornar símbolo de uma certa memória, pois não há, respectivamente, nenhum documento que comprove que nela e nas outras casas tenham morado bandeirantes ou sertanistas. Há apenas a glorificação de certo passado por parte daqueles que, a partir dos anos 50, transformaram essas moradias em museus. São espaços culturais capazes de abrigar diferentes práticas museológicas que envolvem a ação de sujeitos sociais diversos e que, por isso, se constituem em patrimônio de toda a população da cidade. Portanto, o local está localizado em uma área cujo zoneamento vigente estabelece normas adequadas á preservação de sua ambiência.
Número do Processo de Tombamento: 22262/82
Resolução de Tombamento: Resolução 02 de 24/01/1983

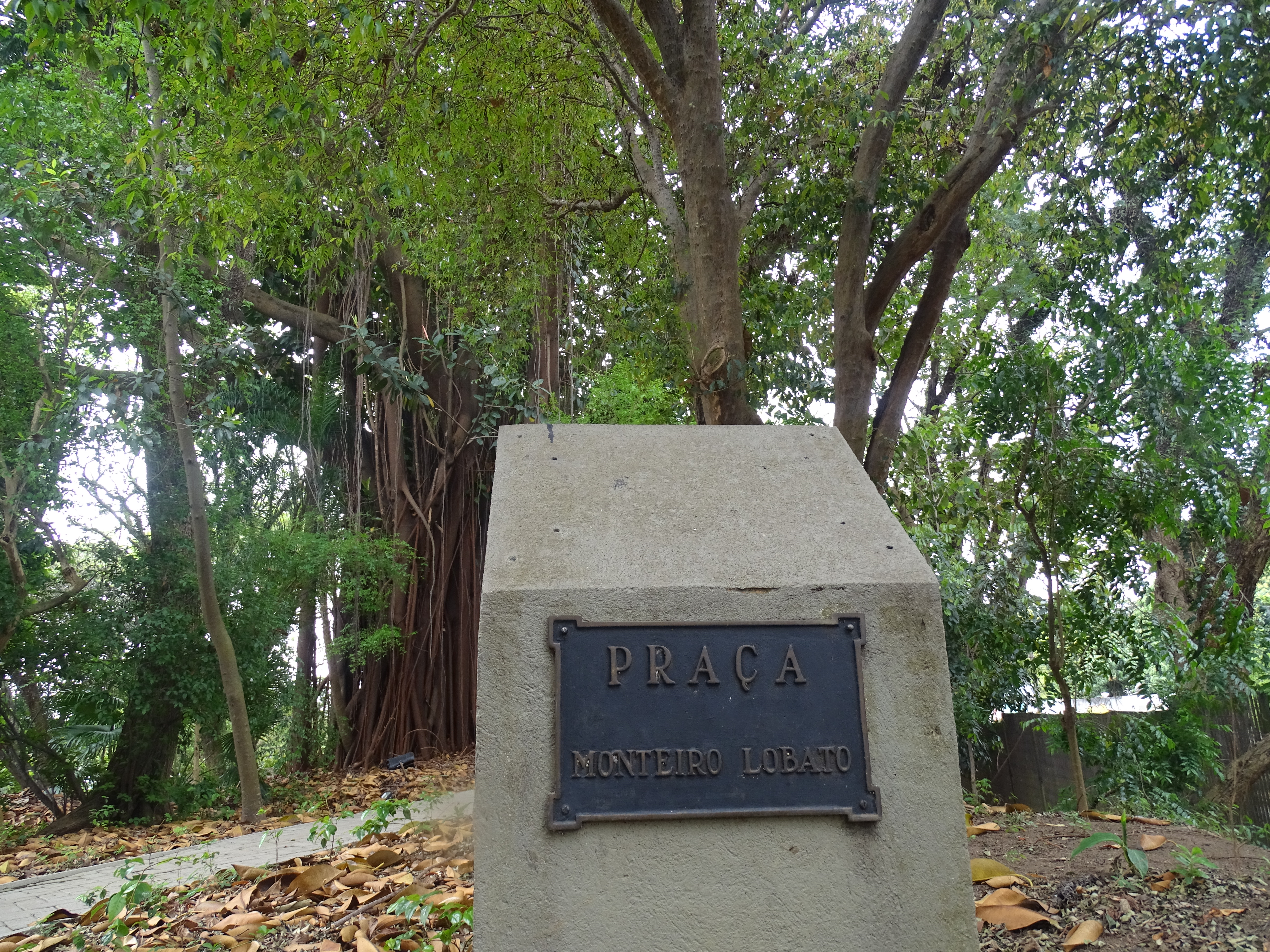
Hoje, a parte externa virou a Praça Monteiro Lobato

### Restauração
Em março de 1954, ao assumir a presidência da Comissão da IV Centenário da Cidade de São Paulo, Guilherme de Almeida, desejando dar cunho mais regional às comemorações assinalando-as com algo ligado ao passado histórico de São Paulo, resolveu restaurar a velha casa paulistana, cujo estado, na ocasião, era de abandono, fadada a desaparecer. A intenção foi, uma vez restaurada, abastecê-la com os moveis e objetos peculiares das residências rurais da época, a fim de que possa dar uma ideia do ambiente familiar de uma fazenda da época bandeirista. Obteve do prefeito Municipal, graças à intervenção do Sr. Carlos A. Gomes Cardim Filho, a cessão da “Casa do Bandeirante” à Comissão do IV Centenário. Confiou a direção geral dos trabalhos a Paulo Camilher Florençano e as diversas atividades ligadas à obra foram distribuídas à técnicos de reconhecida capacidade. Assim, coube ao arquiteto Luiz Saia, da Diretoria do Patrimônio Histórico e Artístico Nacional, a incumbência de orientar a parte técnica da restauração do imóvel, o que foi feito com o máximo critério, resolvendo, em seus menores detalhes, todos os difíceis problemas próprio em restauração dessa natureza. O técnico contratado foi Benedito Pacheco e os serviços do jardim técnico contratado pela missão. Os serviços do jardim em torno do prédio pedidos por Artur Etzel, diretor do Departamento de Parques da Prefeitura.

### Hoje
Em mais de 450 anos, muita coisa mudou em São Paulo. É quase impossível reconhecer na paisagem de hoje como era a cidade antigamente. Mas quando olhamos nossa historia através de janela e paredes de construções como da Casa do Bandeirante, fica mais fácil entender o movimento continuo da cidade. De uns anos para cá, a casa tem se dedicado também á diferente momentos da historia paulista através de eventos, mostras e exposições diversas. A moradia então se transformou num museu que pretende reviver o ciclo bandeirista.

### Galeria

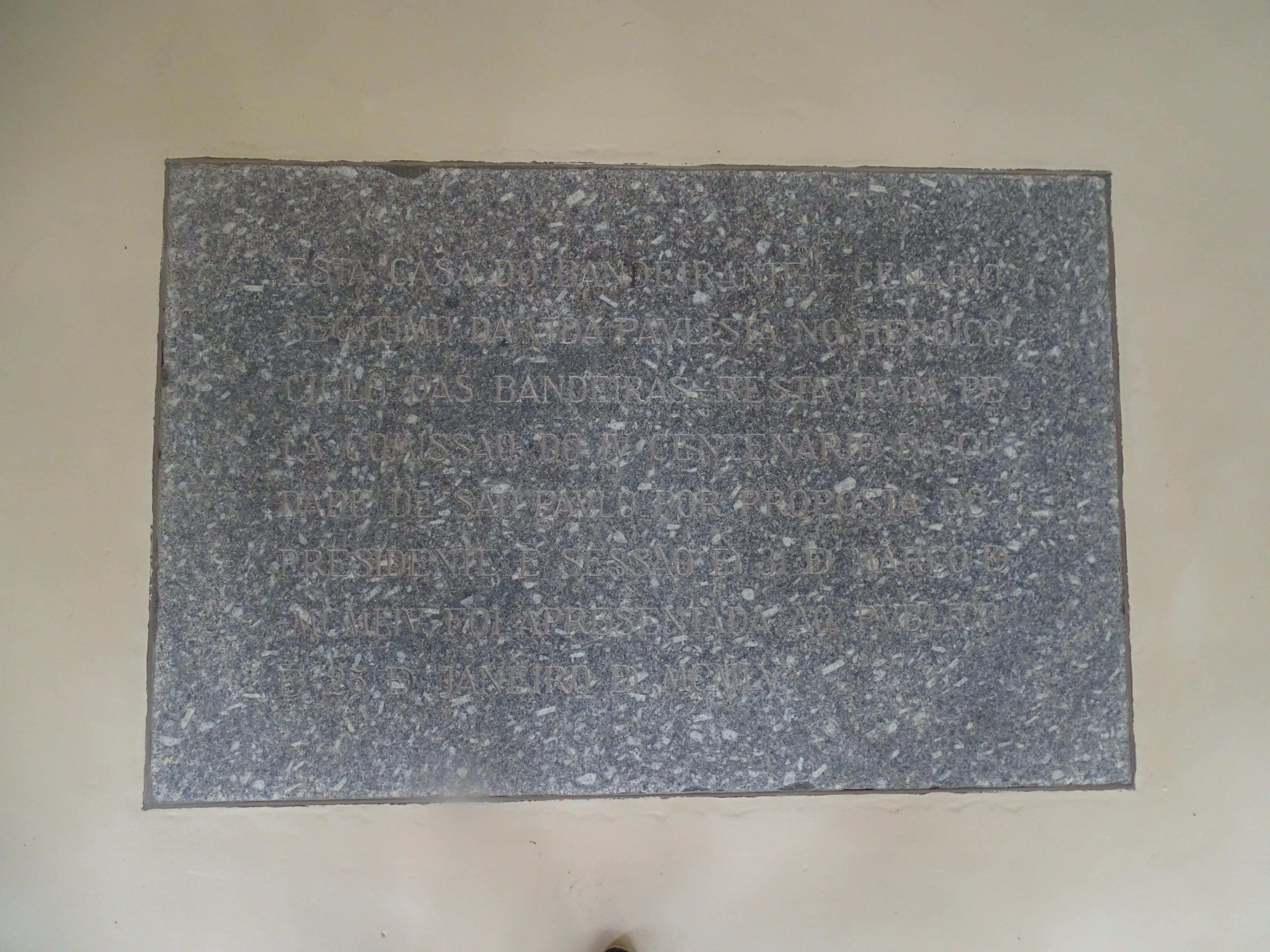
Placa no chão da entrada
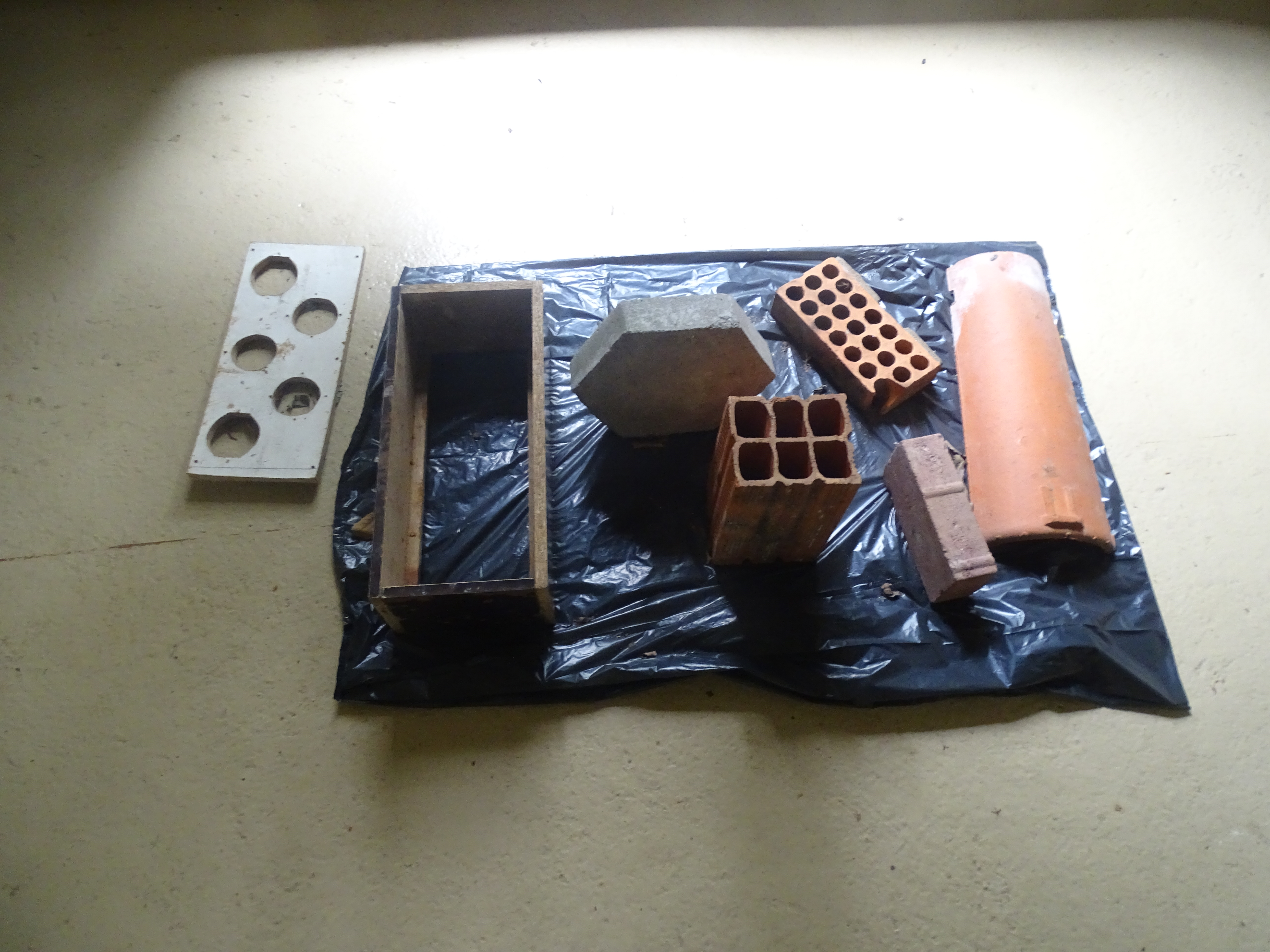
Materiais usados para a construção da casa
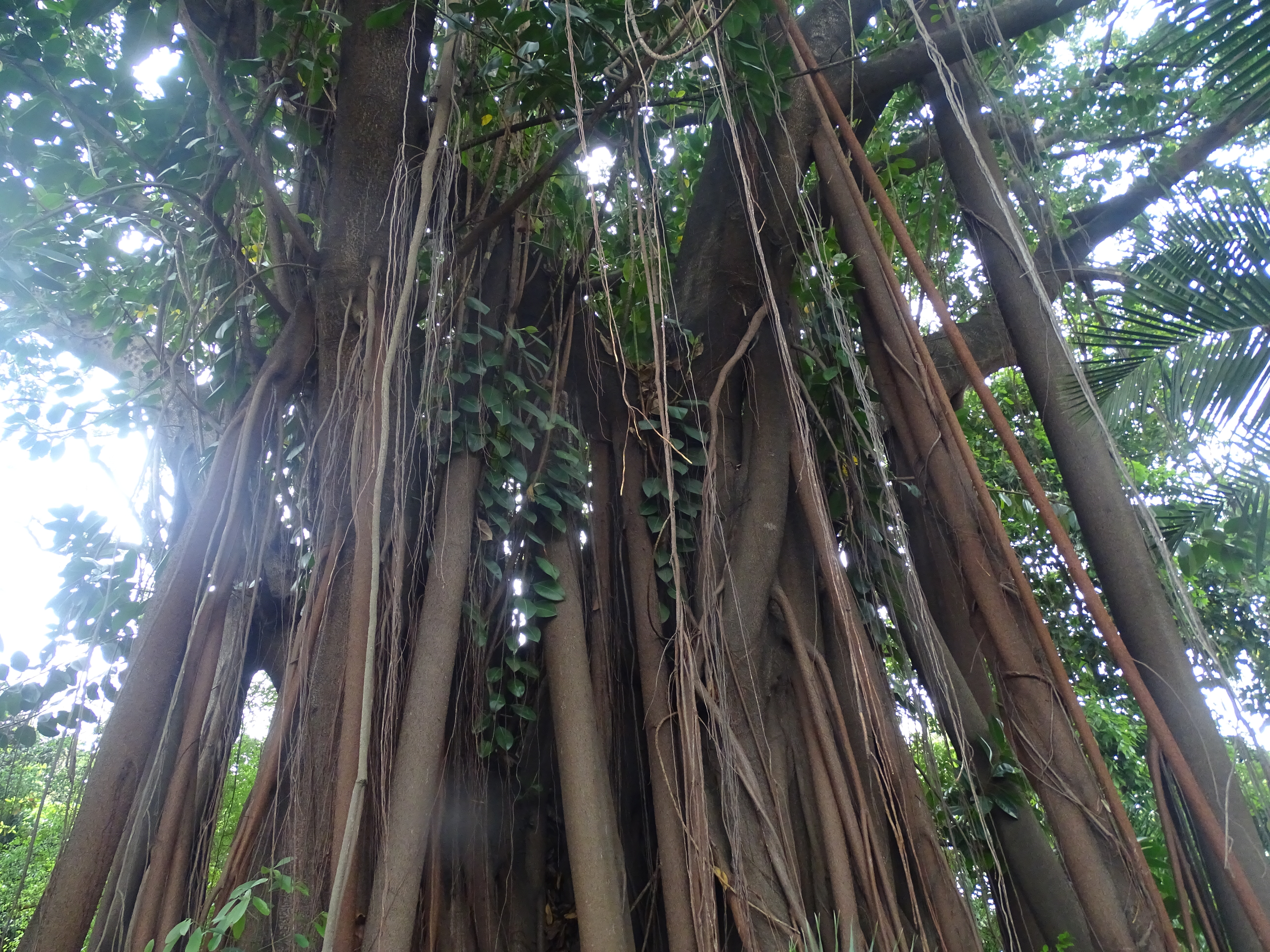
Uma das maiores árvores da cidade na casa do bandeirante
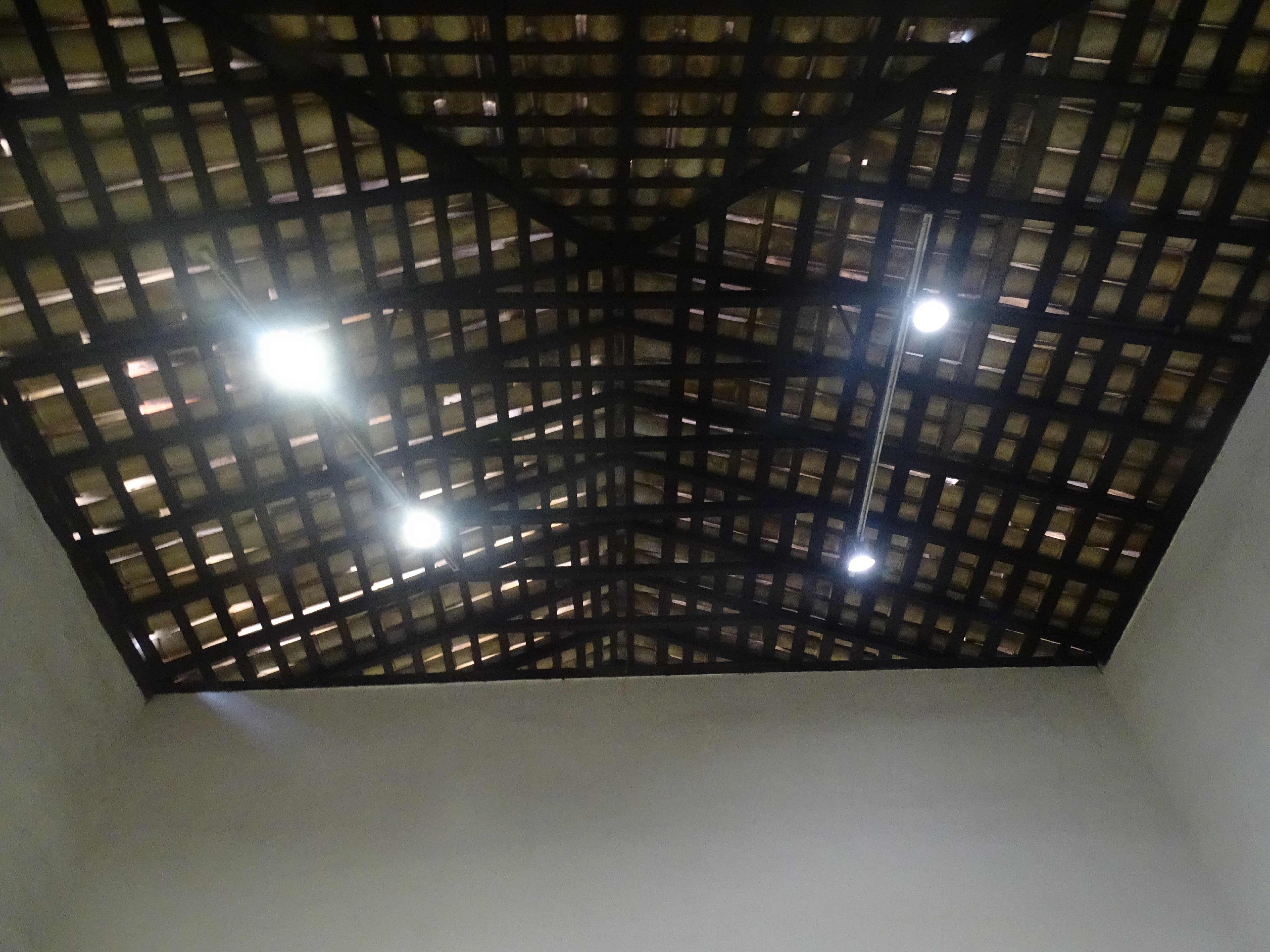
Teto da casa do bandeirante
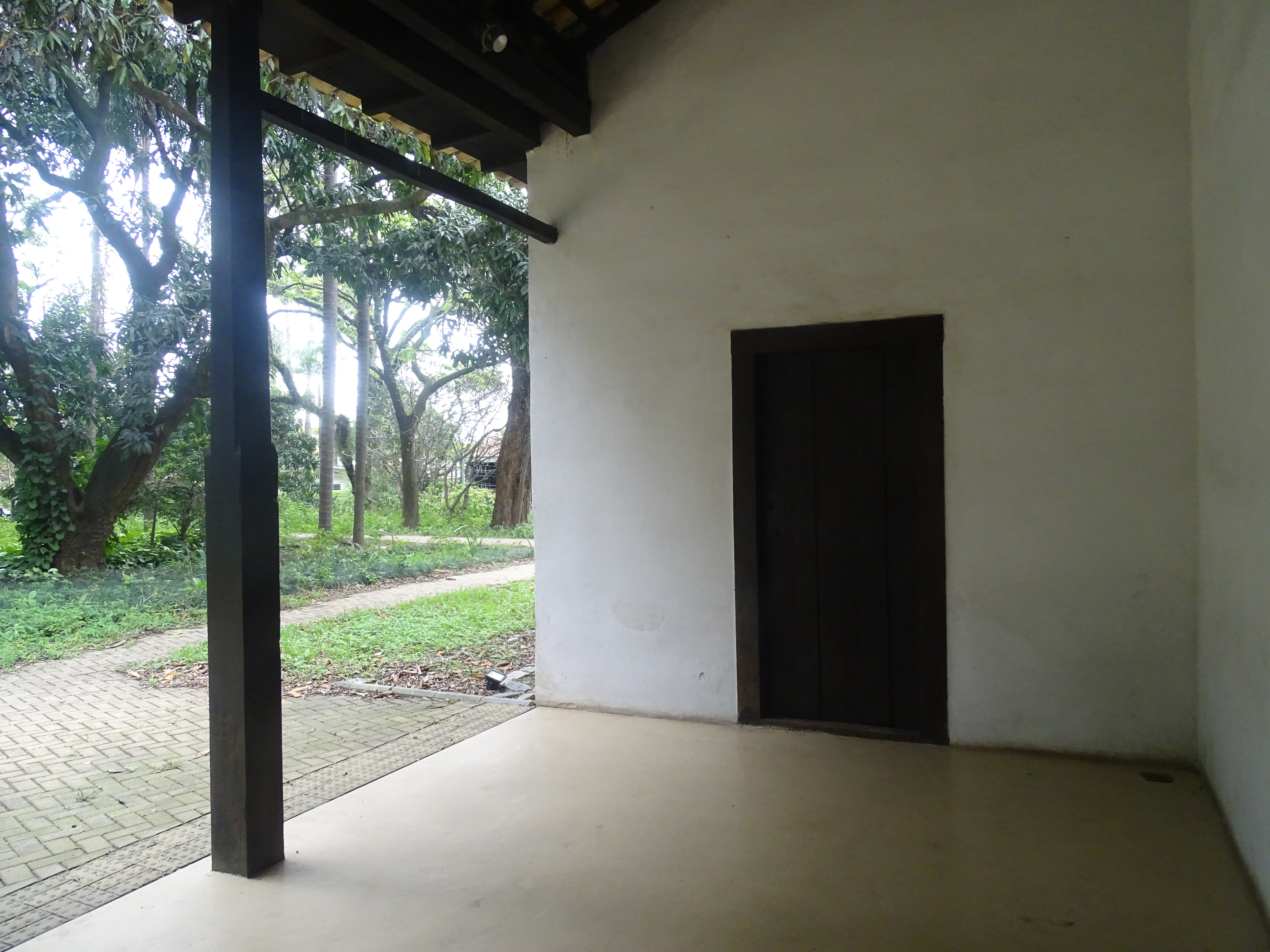
Lado de fora e cozinha da casa do bandeirante